# All Shall Perish
All Shall Perish (englisch alles soll zugrunde gehen) ist eine 2002 gegründete US-amerikanische Deathcore-Band aus Oakland, Kalifornien.

## Bandgeschichte
All Shall Perish wurde 2002 unter dem Vorsatz gegründet, nicht in die üblichen musikalischen Schubladen gesteckt zu werden. Das Debütalbum Hate. Malice. Revenge. erschien 2003 unter dem japanischen Label Amputated Vein Records, trotzdem blieb die Band weitestgehend unentdeckt. Nach geringen Erfolgen machte sich die Band lediglich im nationalen Untergrund der Szene bemerkbar. Ein Jahr später wurde Nuclear Blast auf die fünfköpfige Band aufmerksam und veröffentlichte 2005 das Hate. Malice. Revenge. neu. Nach der Veröffentlichung blieb, trotz ihres ungewöhnlichen Stils, der große internationale Erfolg aus.

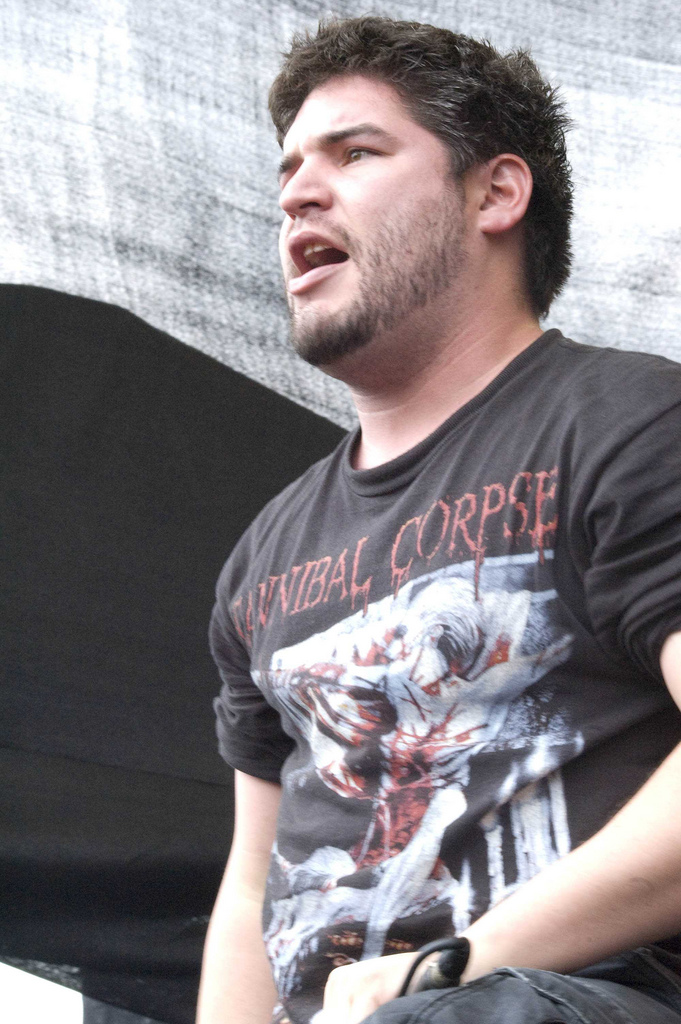
Hernan Hermida

Im August 2006 wurde das zweite Album The Price of Existence veröffentlicht, woraus kurz darauf die erste Debüt-Single Eradication inklusive Video erschien und erstmals beim Headbangers Ball auf MTV2 gespielt wurde. Im Herbst 2006 ging die Band auf ihre Spreading Disease-Tour. Während dieser Zeit schrieben sie einen eigenen Blog, den man auf ihrer Homepage und MySpace-Seite verfolgen konnte.

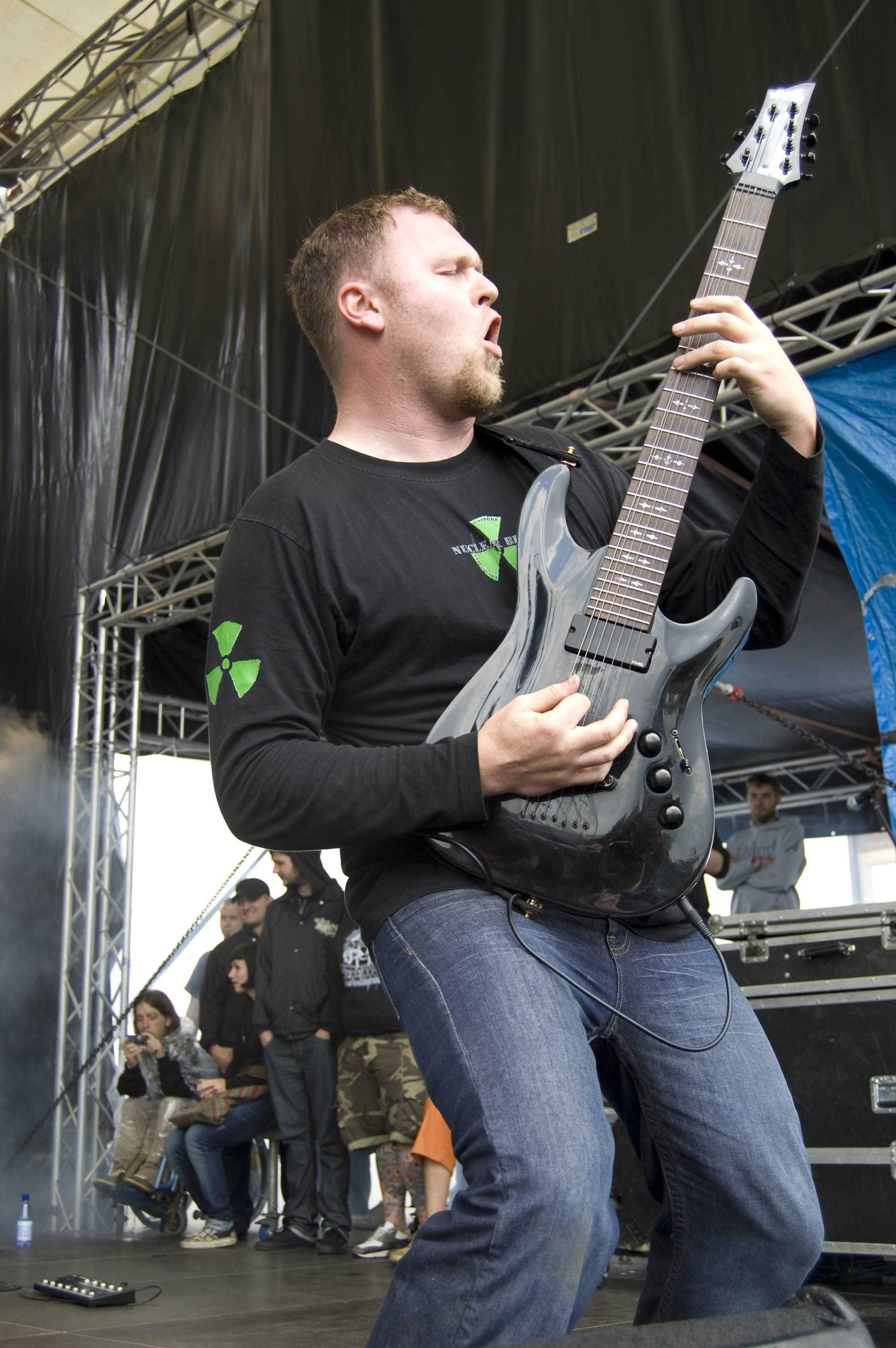
Ben Orum

Das neue Album Awaken the Dreamers wurde am 5. September 2008 über Nuclear Blast veröffentlicht. Es wurden in der ersten Woche 5000 Kopien verkauft und erreichte erstmals mit Platz #126 eine Chartplatzierung in den US-amerikanischen Billboard 200. Anschließend tourten sie durch die USA und Mexiko und spielten im Herbst desselben Jahres während der Hell on Earth Tour Konzerte in Deutschland und dem restlichen Europa mit unter anderem Bands wie Cataract, Walls of Jericho, Stick to Your Guns und The Red Chord.
Im Februar 2009 gaben All Shall Perish bekannt, dass sie sich von Gitarrist Chris Storey trennen und Jason Richardson ihn ersetzen wird, welcher wiederum durch Francesco Artusato ersetzt wurde. Im Jahre 2010 tourten sie erneut bei der Hell on Earth Tour und anschließend mit Terror durch Europa. All Shall Perish gaben am 4. Oktober 2013 bekannt, dass Sänger Hernan „Eddie“ Hermida als Nachfolger von Mitch Lucker zu Suicide Silence gestoßen ist und dadurch die Band verlassen musste.
Eine 2015 per Facebook angekündigte Wiedervereinigung schlug zunächst fehl. Am 31. Januar 2024 kündigte die Band auf ihren Kanälen in den sozialen Medien eine erneute Reunion an und bestätigte im selben Zug einen ersten Auftritt auf dem Big Texas Metal Fest im Mai desselben Jahres. Wenig später wurde ein zweiter Auftritt auf dem Inkcarceration Festival im Juli 2024 angekündigt.

## Stil
All Shall Perish verbinden diverse Musikstile wie Death Metal, Thrash Metal, Deathgrind und Metalcore miteinander. Ihr Stil lässt sich nur schwer und wenn überhaupt mit Bands wie Job for a Cowboy, Dying Fetus, Cannibal Corpse, Hatebreed, Blood Has Been Shed, At the Gates und Suffocation vergleichen, von denen sie sich auch teilweise inspiriert fühlen.

## Diskografie

### Alben
- 2003: Hate. Malice. Revenge. (Amputated Vein Records; nur in Japan)
- 2005: Hate. Malice. Revenge. (Nuclear Blast; Wiederveröffentlichung)
- 2006: The Price of Existence (Nuclear Blast)
- 2008: Awaken the Dreamers (Nuclear Blast)
- 2011: This Is Where It Ends (Nuclear Blast)

### Singles
- 2006: Eradication

### Musikvideos
- 2005: Deconstruction
- 2006: Eradication
- 2011: There Is Nothing Left
- 2011: Royalty into Exile